# Man Ray

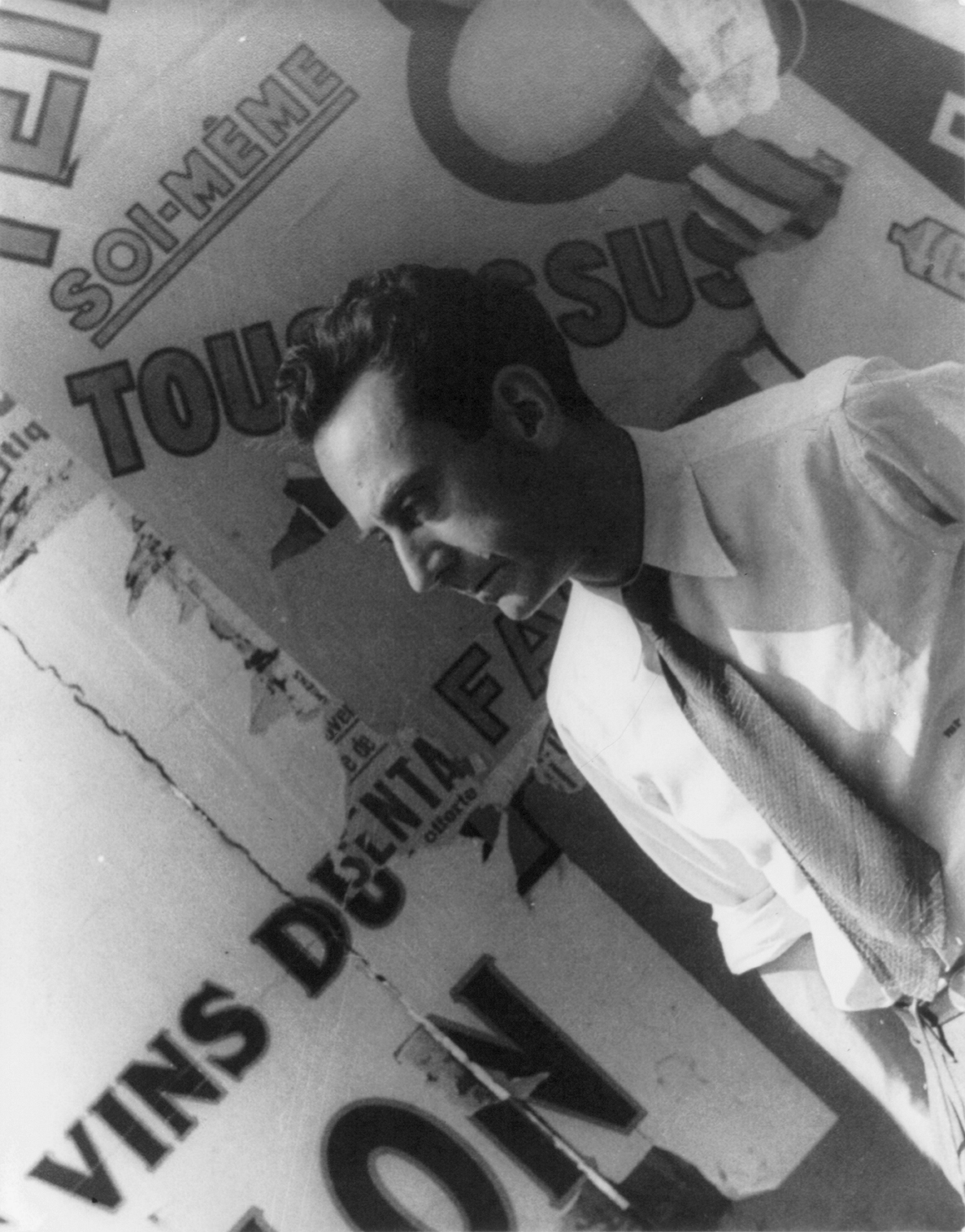
Man Ray

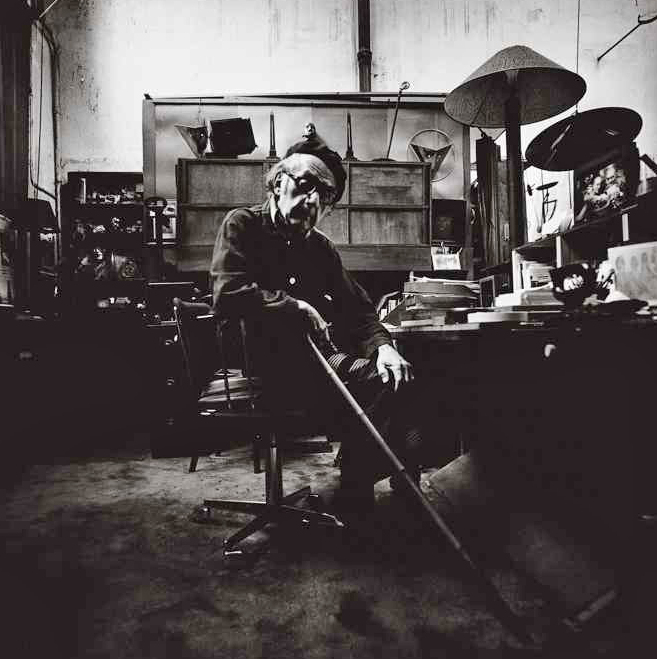
Man Ray, Paris 1975.

Man Ray, egentligen Emmanuel Rudzitsky, född 27 augusti 1890 i Philadelphia i Pennsylvania, död 18 november 1976 i Paris, var en amerikansk fotograf, målare och filmregissör som spelade en viktig roll i de dadaistiska och surrealistiska rörelserna.

## Verksamhet
Man Ray var känd för sitt lekfulla, humoristiska och erotiska sätt att måla. Han växte upp i New York där han tog del av nya konsttrender och fick en tidig uppskattning för fotografi. Han började kalla sig Man Ray redan 1911 och träffade 1915 den franske konstnären  Marcel Duchamp som han samarbetade och bildade en dadaistgrupp med. Liksom Duchamp arbetade Man Ray till en början mycket med readymades vid sidan om måleri.
Intresset för att fotografera föddes 1917. Man Ray var då 27 år. Det var på grund av att han tyckte att de professionella fotograferna misslyckades i sina försök att reproducera hans målningar som han började fotografera. Han började fotografera sina egna målningar och andra saker och försöket föll väl ut. Han började sedan även fotografera sina vänners alster. Man Ray experimenterade mycket med sina negativ när han belyste dem. Bland annat lade han olika vardagliga föremål på ett obelyst fotopapper, varpå han belyste det. Han lade även transparenta saker ovanpå obelysta fotopapper. Många av de abstrakta fotokompositioner som uppstod under hans experimenterande och misslyckanden gjorde honom väldigt känd.
Sex av dessa så kallade "rayogram" förvärvades av Museum Folkwang i tyska Essen 1926. Alla betraktades som konstverk eller grafiska blad och hade titlar som Pistol och nyckel, Dada, Rivjärn eller Fototryck. I augusti 1937 blev de dock beslagtagna av det tyska propagandaministeriet under en landsomfattande, statlig attack mot så kallad entartete Kunst, då museer och offentliga samlingar rensades på all modern konst. Till rayogrammens vidare proveniens hör att de efter värdering blev zerstört [förstörda], enligt protokoll från den tiden.
Man Ray var även verksam som mode- och porträttfotograf i Paris på 1920- och 1930-talen. Många av hans fotografier publicerades i tidskrifter som Harper's Bazaar och Vogue. Han experimenterade även med porträttgenren, till exempel i Le Violon d'Ingres (1924) där baksidan av en naken kvinnokropp avbildas som att likna en violin. 
Man Ray gjorde också filmer, bland andra Le retour á la raison (1923) där han använde sig av sin experimentella fototeknik i filmformat, Anémic cinéma (1926, ett samarbete med Marcel Duchamp) och L'Étoile de mer (1928-29) som betraktas som en surrealistisk klassiker.
Hans självbiografi Självporträtt (Self portrait, 1963) utkom 1976 på svenska i översättning av Magnus Hedlund och Claes Hylinger. Ray finns representerad vid Moderna museet i Stockholm.

## Objekt
- Une Bonne Nouvelle (Inbjudan till vernissage för Man Rays egen dadautställning på Librarie Six i Paris 1921) (International Dada Archive)
- Katalogen till Exposition Dada Man Ray med texter av Louis Aragon, Jean Arp, Paul Eluard, Max Ernst, Tristan Tzara m. fl. (Paris: Librarie Six, 1921) (International Dada Archive)

## Utställningar  i urval
- Millesgården i Lidingö (2014)
- Moderna Museet i Stockholm (2004)
- Mjellby Konstmuseum (2013)